# شهرستان شیونگ
شهرستان شیونگ (به لاتین: Xiong County) یک شهرستان‌های جمهوری خلق چین در چین است که در بائودینگ واقع شده‌است.